# Mady Tims
Mady Tims (Oud-Beijerland, 23 augustus 1976) is een Nederlandse voormalig korfbalster en huidig korfbalcoach. Ze speelde op het hoogste niveau korfbal bij KV Die Haghe en PKC. In de zaalfinale van 2013 scoorde ze de winnende goal om zo de zaaltitel binnen te slepen.
Tims staat ook bekend vanwege een naaktfotoserie in Playboy. Tims werd driemaal verkozen tot Korfbalster van het Jaar. Ze stopte in de Korfbal League in 2015.

## Spelerscarrière

### Begin van carrière
Tims begon met korfbal bij KV Die Haghe, waar ook haar vader, John Tims, coach was. 
In 1997 besloot ze te wisselen van club en ze vertrok samen met haar toenmalig partner Ludo Tissingh naar PKC. De aanleiding van de verhuizing was een conflict met coach Freek Keizer.

### PKC
In haar eerste seizoen bij PKC stond ze in de Ahoy-finale, uitgerekend tegenover haar oude club Die Haghe. PKC won deze finale met 19-14.
In seizoen 2001-2002 troffen beide ploegen elkaar weer in de zaalfinale. Dit maal won Die Haghe , met 20-17.
In de twee seizoenen hierna, 2003 en 2004, stond Tims wederom in de zaalfinale in Ahoy. In beide keren was Fortuna te sterk.
In 2004-2005, stond Tims met PKC voor de 5e maal achter elkaar in de zaalfinale. Ze werd in dit seizoen voor de eerste keer in haar loopbaan de vrouwelijke topscoorder van de league, ze maakte namelijk 80 goals. Na drie finales achter elkaar te hebben verloren, werd er in 2005 gewonnen van DOS'46 met 21-11.
In 2006-2007 kreeg DOS'46 een kans op wraak op PKC. De ploegen troffen elkaar, net als in 2005, in de zaalfinale in Ahoy. Ditmaal won DOS'46 met een nipte 17-16.
In seizoen 2007-2008 werd Tims voor de tweede keer in haar carrière de vrouwelijke topscoorder van de Korfbal League. Ze maakte 66 treffers in het seizoen.
Vanaf seizoen 2010-2011 stond PKC 6 jaar achter elkaar in de zaalfinale, een ongekende prestatie.
Van deze zes finales werden er slechts twee gewonnen, in 2013 van Fortuna en in 2015 van TOP.

## Erelijst
- Landskampioen zaalkorfbal, 6x (1998, 1999, 2001, 2005, 2013, 2015)
- Landskampioen veldkorfbal, 4x (2003, 2004, 2005, 2006)
- Europacup kampioen, 5x (1999, 2000, 2002, 2006, 2014)
- Beste Speelster, 3x (2002, 2005, 2006)
- Beste Debutant van het Jaar, 1x (1995)

## Oranje
Tims speelde in totaal 60 officiële interlands voor het Nederlands korfbalteam. Van deze 60 caps speelde ze er twee op het veld en 58 in de zaal.
Lang was zij de vrouw met de meeste interlands, totdat Suzanne Struik haar met drie wedstrijden meer inhaalde.
Tims won driemaal het EK, tweemaal het WK en eenmaal de World Games. Het WK van 2011 was haar laatste optreden voor Oranje. Tims was aanvoerder en kreeg een publiekswissel.

## Coachingscarrière
Nadat Tims in 2015 stopte als speelster op het hoogste niveau, kwam ze toch weer terug binnen en buiten de lijnen.
In januari 2016 maakte ze een rentree als speelster van CKV Nieuwerkerk, dat onder leiding stond van haar oud-teamgenoot Leon Simons. Ze ging ook in 2016-2017 aan de slag als coach van Nieuwerkerk A1.
Ze speelde alleen seizoen 2015-2016 uit en stopte daarna definitief als speelster.
In 2017 kreeg ze een eerste klus als hoofdcoach. Ze werd aangenomen als nieuwe hoofdcoach bij CKV Oranje Wit uit Dordrecht. Ze nam het stokje over van Wouter Blok en Jan de Jager, maar dit ging niet goed. Nog voor de kerst werd ze daar ontslagen, vanwege een conflict in de club. Tims verweet de club geen visie en beleid te hebben en die kritiek kwam haar duur te staan. Ze werd meteen op non-actief gezet en vervangen door Wouter Blok.
Voor seizoen 2018-2019 werd Tims aangesteld als nieuwe hoofdcoach van HKV/Ons Eibernest, de club waar haar vader John Tims ooit zelf korfbalde.
De spelersploeg was jong en Tims moest een stabiele overgangsklasser maken van de club. Het lukte in 2018-2019 ternauwernood, want HKV/Ons Eibernest moet wel play-downs spelen tegen stadsgenoot HKV Achilles. HKV/Ons Eibernest wint de play-down en handhaaft zich in de zaal in de Overgangsklasse.
In 2021 werd Tims de nieuwe hoofdcoach bij het Haagse ALO. Ze was hier één seizoen coach.
In juni 2022 maakte Tims bekend de nieuwe hoofdcoach te worden van CKV Nieuwerkerk. De missie van Nieuwerkerk voor seizoen 2022-2023 was duidelijk ; de ploeg speelde in de zaalcompetitie in de Hoofdklasse en wilde promotie maken naar de Korfbal League 2. Echter werd er geen promotie gemaakt. Handhaving in de Hoofdklasse was een feit.

### Groen Geel
Voorafgaand aan seizoen 2023-2024 werd Tims aangesteld als nieuwe hoofdcoach van KV Groen Geel. De ploeg had zich in het vorige seizoen gehandhaafd in de Korfbal League, maar zag een aantal belangrijke spelers zoals Terrenc Griemink, Kevin Dik en Carlo de Vries in de zomer van 2023 vertrekken. Tims is met aanstelling als hoofdcoach de 3e vrouwelijke coach in de geschiedenis van de Korfbal League, na Rini van der Laan (AKC Blauw-Wit) en Jennifer Tromp (PKC en OVVO).
In het seizoen 2023-2024 had Groen Geel het, zoals verwacht, lastig. Uiteindelijk stond de ploeg na 18 speelrondes met 3 punten op de onderste plek. Hierdoor was directe degradatie naar de Korfbal League 2 een feit.